# Abraxas minor
Abraxas minor är en fjärilsart som beskrevs av Herz 1905. Abraxas minor ingår i släktet Abraxas och familjen mätare. Inga underarter finns listade i Catalogue of Life.